# Fémina Grâce-Hollogne
Pour les articles homonymes, voir Fémina.
 (septembre 2016).
Améliorez-le ou discutez des points à vérifier. 
Maillots
Le Fémina Grâce-Hollogne est un club de handball, situé à Grâce-Hollogne dans la province de Liège en Belgique, Le club évolue actuellement en D1 LFH.

## Histoire
Le Fémina Grâce-Hollogne est fondé en 2013, il obtient le matricule 605. Le club est créé à la suite de l’absorption des équipes jeunes du HC Grâce-Hollogne par le VOO HC Herstal-Flémalle ROC pour devenir le VOO RHC Grâce-Hollogne/Ans.